# T-boerderij

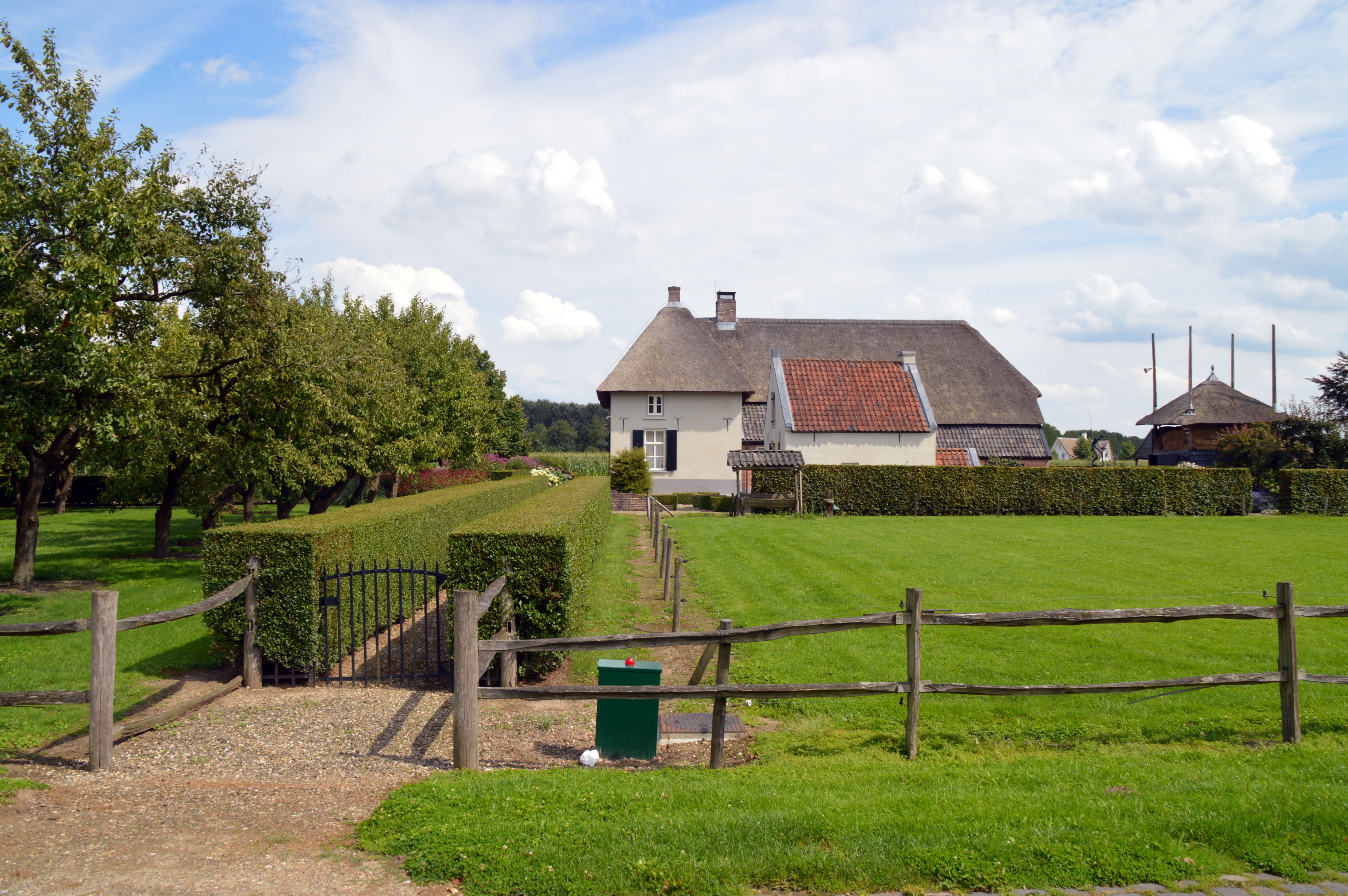
T-boerderij met hooiberg Beuningen, Gelderland

Een T-boerderij of Betuwse boerderij is een uit het hallenhuis voortgekomen Nederlands boerderijtype dat te vinden is in de Betuwe en het overige rivierengebied. Van daaruit waaierde het type uit naar omliggende gebieden zoals het noordoosten van Noord-Brabant (Brabantse Maaskant), maar ook naar de IJsselvallei in het grensgebied tussen Gelderland en Overijssel.

## Ontstaan
De T-boerderij is via de krukboerderij ontstaan uit het hallenhuis. Aangezien in de Betuwe de grond vruchtbaar is, genoten de boeren een zekere welvaart. Mede onder invloed van de stedelijke cultuur nam de behoefte aan woonruimte toe en werd het woonhuis uitgebreid. Dit gebeurde eerst in één richting, waardoor de krukboerderij ontstond. Later werd het huis in beide richtingen uitgebreid. Vanaf de 18e eeuw werden de T-boerderijen direct als zodanig gebouwd. In de loop van de 19e eeuw waaierde het gebruik uit naar de Noord-Brabantse zandgronden en we vinden zelfs enkele T-boerderijen in het dorp Zeeland en op landgoed Tongelaar.
Vaak werd het woonhuis nog verhoogd, om bescherming te bieden tegen overstromingen en om over de dijk heen te kijken als de boerderij daar tegenaan was gebouwd.
Het woongedeelte had meestal aan de ene zijde een pronkkamer en aan de andere zijde een opkamer die boven een kelder was gelegen.

## Bedrijfsvoering

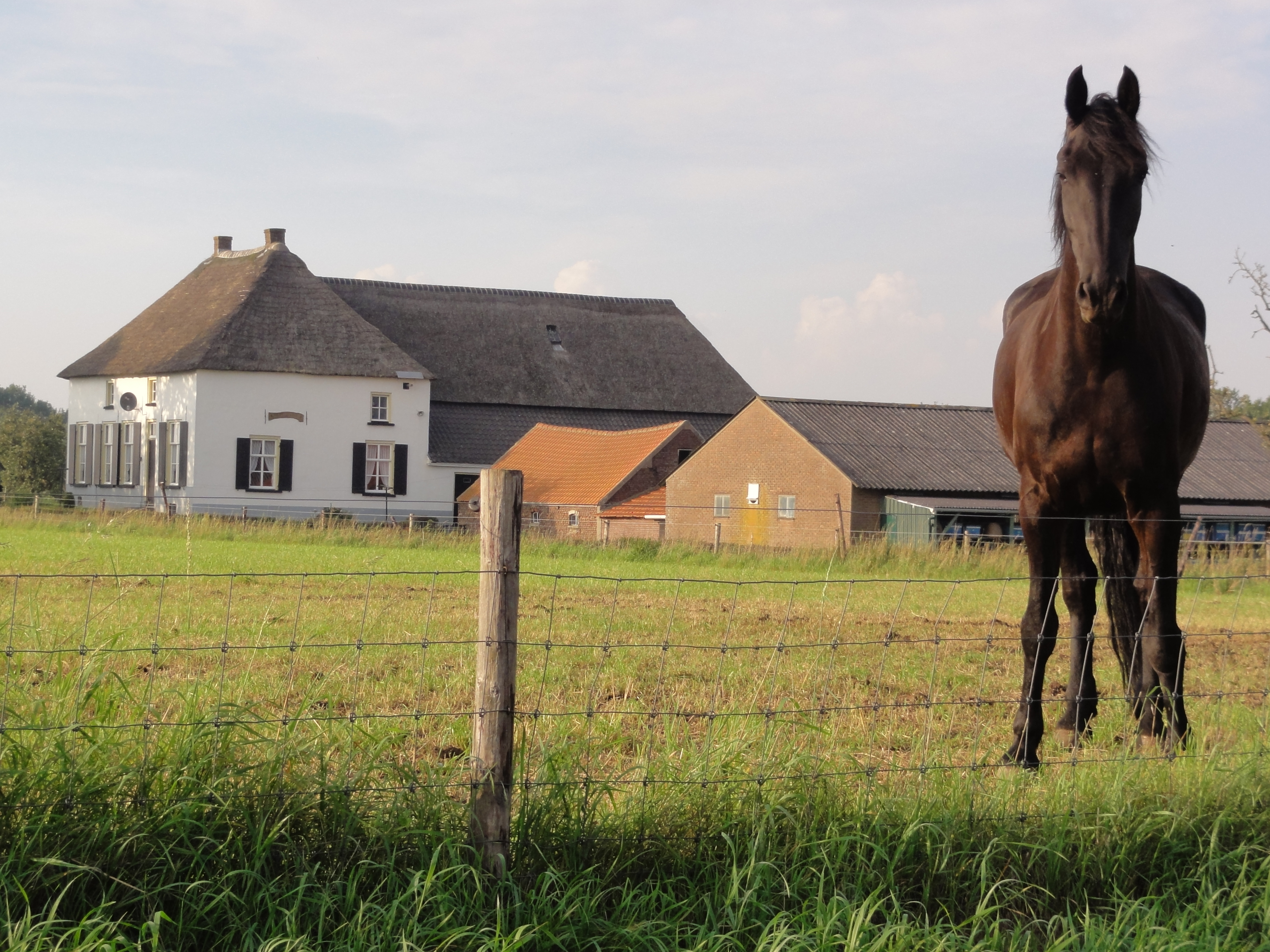
T-boerderij in Overasselt

In de T-boerderijen werd vaak een gemengd bedrijf uitgeoefend. Er was een langsdeel in de driebeukige schuur. Aan weerszijden waren de stallen waarin de dieren met hun kop naar de deel stonden. Het kon om (melk-)koeien dan wel om paarden gaan. De laatste werden in de 19e eeuw gefokt voor de verkoop. De zuivelboeren hadden vaak een grupstal en wel een van het Hollandse type.
Op de deel werd gedorst. In de achtergevel waren grote deeldeuren aangebracht, waardoor de oogst naar binnen kon worden gereden. Typisch voor het rivierengebied was de opvallende dakoversteek, waardoor de wagens, die vaak hooi bevatten, droog konden worden uitgeladen. In het dakschild was daartoe een luik aangebracht waardoor de oogst droog op de zolder kon worden gebracht.
Boven de deel lagen de slieten, rechte dunne gladde boomstammen waarop het hooi, het stro en het graan kon worden opgeslagen. Ook was het mogelijk om het hooi in een hooiberg op te slaan dan wel in een schuur met verhoogde tasvloer. De ruimte hieronder kon dan weer worden gebruikt als wagenberging of om de kalveren te huisvesten.